# IC 1696
IC 1696 ist eine Elliptische Galaxie vom Hubble-Typ E1 im Sternbild Cetus südlich des Himmelsäquators. Sie ist schätzungsweise 264 Millionen Lichtjahre von der Milchstraße entfernt und hat einen Durchmesser von etwa 70.000 Lichtjahren.  

Im selben Himmelsareal befinden sich u. a. die Galaxien NGC 519, NGC 530, NGC 538, IC 1693.
Das Objekt wurde am 19. Januar 1900 von Herbert Alonzo Howe entdeckt.